# Плавинская, Елизавета Дмитриевна
Елизаве́та Дми́триевна Плави́нская (12 января 1972, Москва) — российский искусствовед, галерист, куратор выставок современного искусства, арт-критик и художник.

## Биография
Родилась в Москве 12 января 1972 года. Российский куратор, галерист. Училась на отделении истории и теории искусства исторического факультета МГУ им. Ломоносова в 1998—2003 годах. В 1998—2003 годах работала куратором галереи «Улица ОГИ». В 2005—2006 годах была владелицей «Галереи Лизы Плавинской» в культурном центре «АРТСтрелка». С 2017 по 2018 год была сокуратором (с Иваном Лунгиным) галереи «Пересветов переулок». Живёт и работает в Москве.
Выступила с поддержкой творчества скандально известной Евгении Васильевой.

## Избранные выставочные проекты
- 2002 «Рекламный тупик», Центральный дом художника, Москва / Куратор
- 2002 Николай Овчинников. «Раскол полена», галерея Проект О.Г.И., Москва / Куратор
- 2002 Николай Овчинников. «Заметки следопыта, или Абстракционизм в натуре», галерея Улица О.Г.И., Москва / Куратор
- 2002 Владислав Ефимов и Аристарх Чернышёв «Нирвана», галерея Улица О.Г.И., Москва / Куратор
- 2003 «Самоучитель игры на фанерной гитаре», галерея Улица О.Г.И., Москва / Куратор
- 2003 «Невер сей ми тумороу», галерея Е. К. АртБюро, Москва / Художник
- 2004 Александра Паперно «Живопись»[3], Государственный центр современного искусства, Москва / Куратор
- 2005 Кирилл Асс «Не Те», галерея Лизы Плавинской на Арт-Стрелке, Москва / Куратор
- 2005 Елена Цихон «Тем временем…»[4], галерея Лизы Плавинской на Арт-Стрелке, Москва / Куратор
- 2005 Сергей Шутов «Новые мысли о книгах», алерея Лизы Плавинской на Арт-Стрелке, Москва / Куратор
- 2005 Александр Бродский (инсталляция), галерея Лизы Плавинской на Арт-Стрелке, Москва / Куратор
- 2005 Инна и Дмитрий Топольские «Ретроспектива»[5], галерея Лизы Плавинской на Арт-Стрелке, Москва / Куратор
- 2006 Андрей Туканов. Государственный музей архитектуры им. А. В. Щусева, Москва / Куратор
- 2009 "Ярмарка художественных инициатив «Универсам», Редакция газеты «Известия»[6], Москва / Со-организатор и со-куратор совместно с Максимом Илюхиным
- 2011 "Параллакс добра и зла. Дуализм конструкции и объема. Центральный дом художника, Москва / Куратор
- 2012 "К востоку от рая. Центр современного искусства «Галерея прогресса», Киров / Куратор
- 2013 «Больше света», 5‑я Московская биеннале современного искусства, Большой Манеж, Москва / Художник
- 2013 «Искусство против искусства», Зверевский центр современного искусства, Москва / Куратор
- 2013 Владимир Джемесюк «Две радости», Зверевский центр современного искусства, Москва / Куратор
- 2014 «Do it Москва», Музей современного искусства «Гараж», Москва / Художник
- 2021 Премия Анатолия Зверева, Центр современного искусства «Винзавод» Москва / Художник

## Личная жизнь
Приёмная дочь известного художника-нонконформиста Дмитрия Плавинского.
- мать: Мария Ростиславовна Плавинская (род. 21 июля 1952 в Москве) российский искусствовед, куратор.
- муж: Евгений Калачев (род. 31 июля 1962 в Кирове) музыкант, бывший солист образованной в середине 1980-х гг. в Ленинграде российской рок-группы Оберманекен, исполняющей музыку в стиле неоромантической пост-панковой «новой волны».
- дочь: Варвара Плавинская (род. 24 января 1993 в Москве)
- дочь: Александра-Мария Плавинская (род. 17 июня 2004 в Москве)

## Публикации
- О художественной критике от первого лица // «Неприкосновенный запас», № 1(9) за 2000 г.
- О Третьяковке от первого лица // «Неприкосновенный запас», № 5(13) за 2000 г.
- «Проза художников» как эстетическая проблема. // «Новое литературное обозрение», № 65 за 2004 г.

## Доклады на конференциях

### VII Боголюбовские чтения, 2000 год
- В. Э. Борисов-Мусатов в художественной критике 1900—1910-х годов
- Городская мифология начала и конца XX века